# 海南山猪菜
海南山猪菜（学名：Merremia hainanensis）是旋花科鱼黄草属的植物，为中国的特有植物。分布于中国大陆的海南等地，多生于山坡疏林下，目前尚未由人工引种栽培。
其种加词“hainanensis”意为“海南的”。